# Итоми (дим)
Ито́ми (греч. Δήμος Ιθώμης) — община (дим) на юге Греции, на юго-западной оконечности полуострова Пелопоннеса к северу от залива Месиниакос Ионического моря в периферийной единице Месинии в периферии Пелопоннес. Население — 1879 жителей по переписи 2011 года. Площадь — 90,428 квадратного километра. Административный центр — Валира.
Обшина Итоми создана в 1835 году после создания независимого королевства Греция. В 2010 году (ΦΕΚ 87Α) по программе «Калликратис» община упразднена и присоединена к общине Месини.
Включает в себя сообщества:
- Аристодимион
- Арсинои
- Архея-Месини[пол.]
- Валира
- Зермбисия
- Кефалинос
- Ламбена
- Ревматья